# أوغادين
إقليم الصومال الغربي او أوجادين (أو بالصومالية: Ogadeen/Soomaali-Galbeed) يقع في الجزء الغربي من الصومال، ويخضع للسلطات الإثيوبية الذي يتكون من إقليم الهود وإقليم الأوجادين ولكن اشتهر اسم أوجادين ليطلق على كامل المنطقة. ويعرف الإقليم جغرافياً بالهضبة الصومالية. يقع إقليم أوجادين شرق إثيوبيا وغرب الصومال، يحده من الشمال الغربي جمهورية جيبوتي. تبلغ مساحته نحو 279 ألف كم مربع، كل سكانه مسلمون، وغالبيتهم الساحقة من أصول صومالية. وقد سلمت سلطات الاحتلال البريطاني إقليم أوجادين إلى إثيوبيا في عام 1954م؛ بموجب الاتفاقية التي وقعتها بريطانيا مع إثيوبيا عام 1897م. يعاني السكان في أوجادين من أحوال غير إنسانية وظروف معيشية متدنية للغاية، هذا غير اضطهاد الإثيوبيون لهم، وتعرضهم للقتل والسجن وسلب الحقوق. ولمنع تكريس صورة الاحتلال في حق السلطات الإثيوبية؛ يقوم الجيش الإثيوبي بدوريات لمنع وكالات الأنباء والمنظمات الحقوقية من الاقتراب أو تصوير الأحوال غير الإنسانية في الإقليم.

## الأرض
تضم أرض الأوغادين اقليماً يتميز بملامحه التضاريسية فيتكون من الهضبة الصومالية التي ترتفع بعض قممها أكثر من أربعة آلاف متراً مثل جبل حونا (4532 م)، وتنحدر هذه الهضبة بشدة نحو الشمال والغرب حيث الحافة الأخدودية. أما الانحدار الطبيعي فنحو الصومال جنوباً وشرقاً وتشكل الهضبة الصومالية المنابع العليا للأنهار الرئيسية بالصومال نهر شبيلى الذي ينتهي مصبة باندماجه في نهر جوبا قرب المحيط الهندي، كما ينبع من الهضبة أيضاً نهر جوبا وروافده العديدة، وتنتهي هضبة الصومال أو أوغادين في الشمال الشرقي والجنوب الغربي.

## المناخ
المناخ معتدل رغم وقوعها بالنطاق المداري، وذلك بسبب ارتفعها الشاهق، وتختلف الحرارة بين منطقة وأخرى بسسب اختلاف التضاريس، وتسقط الأمطار الموسمية بكميات وفيرة، وتبدأ في الاعتدال الربيعي، وتزداد في الصيف حتى الخريف، وتمثل هذه المناطق أوفر أجزاء هضبة الحبشة في الغنى النباتي، وحيث تنمو الغابات الموسمية على المرتفاعات وتتحول إلى حشائش طويلة على السفوح الدنيا، وتزداد الحرارة والجفاف في المناطق السهلية والمنخفضة في شمالي أوجادين وشرقه.

## السكان
الغالبية العظمى من سكان أوجادين من العناصر الصومالية من قبيلة الأوجادين وقبيلة الجري كومبي وكلاهما من قبائل الدارود، وكذلك توجد جماعات الدناكل، وهناك جالية عربية استقرت بالمنطقة واختلطت بالسكان منذ عهد قديم، والإسلام دين الأغلبية من جميع هذه العناصر ووصل الإسلام إلى المنطقة عن طريق العناصر العربية التي تعمل بالتجارة ومعظمهم من المهاجرين من اليمن وحضرموت.

## النشاط البشري
الإقليم غني بموارده الرعوية، ففي المناطق الشرقية والجنوبية يعمل السكان بالرعي، ويعشون حياة بدوية، وتنتشر تربية الأبقار، والأغنام، والماعز، والإبل، ويمارسون الزراعة الخفيفة.

## الأوضاع الإنسانية
توجه العديد من الإتهامات للسلطات الإثيوبية بشأن الأوضاع في إقليم أوغادين، فهناك تدهور في الأحوال المعيشية والاقتصادية يصل إلى حد المجاعة، ويؤدي لموت الأفراد والمواشي بشكل يومي، وتتهم بالحكومة الإثيوبية بالقيام بعمليات إبادة جماعية وقتل وحرق القرى وهدم الآبار وعمليات الشنق والقتل، وغيرها من الجرائم البشعة؛ بالإضافة إلى إغلاق الحدود مع كينيا وجيبوتي والصومال لمحاصرة شعب أوغادين.

## الصراع
حسب المؤرخ الأوغاديني محمد عبدي؛ كان القرن الأفريقي «مطمعا لقوات الاحتلال الأوروبية» حيث نجحت بريطانيا في إقامة محمية عسكرية عام 1839 لحماية مصالحها في خليج عدن وفرضت سيطرتها على المنطقة حتى زاحمتها فرنسا عام 1860 ثم إيطاليا سنة 1889. ونجحت كل هذه الأطراف في تقسيم منطقة القرن الأفريقي إلى دويلات -يضيف المؤرخ الأوغاديني- وإقامة تحالفات علنية وسرية مع بعض القبائل هناك، لضمان مصالحها سيما أثناء النزاع البريطاني الإيطالي في فترة الحرب العالمية الثانية. ويقول عبدي إنه كعادة الاحتلال في كل زمان ومكان كان شغل البريطانيين الأهم هو تفتيت المنطقة بأي شكل، وقد استقطعت منطقة أوغادين -التي كانت من قبل تسمى الصومال الغربي- وضمتها إلى إثيوبيا مكافأة لها على دعمها الدائم للتاج البريطاني حيث تقلص النفوذ الفرنسي واكتفى بجيبوتي، بينما تركز النفوذ الإيطالي جنوب الصومال حتى أعلن انسحابه عام 1960.
بعد أن استولت إثيوبيا أراضي أوغادين بمساعدة الدول الأروبية ما زالت تمارس كل صنوف الاضطهاد طوال أكثر من قرن ضد الأبرياء: من قتل وتعذيب، وتشريد وتهجير، وتجويع وتجهيل، وإبادة جماعية، وتصفية عنصرية، وتطهير عرقي. وكل هذه الأساليب الوحشية لا تزال مستمرة إلى اليوم. لذا يحاول شعب أوغادين أن يدافع نفسه أمام ممارسات الحكومات الإثيوبية الاستئصالية ضد هذا الشعب البائس.
لا يجد أبناء صومال أوغادين تعليما... ولا خدمة صحية... ولا وظائف...لا يسمح لهم التجارة بل يهرّبون بعض البضائع الضرورية من الصومال... ولا يستطيعون أن يزرعوا أرضهم بطريقة تنتج لهم شيئا معقولا؛ حيث لا يسمح محاولة زراعية إلا بطرق تقليدية لا تسمن ولا تغني من جوع. -لا مؤسسات خيرية: الجمعيات الخيرية الإثيوبية لا تعمل أبدا في الإقليم، والإسلامية العربية ممنوعة، والمحلية محدودة عددا(إن وجدت)، محصورة نشاطا، يضغط عليها لأن لا تتحرك. والأجنبية يملى عليها ويستغل منحتها سياسيا. -لا صحافة أو غيرها من وسائل الإعلام، وأقرب شاهد هو زيارة قناة الجزيرة للمنطقة وبثها صورا من المعانات، ومن بعدها قطع العدو فورا العلاقات الدبلوماسية مع دولة قطر.
لقد واصل شعب الصومال الغربي الكفاح المسلح ضد الاستعمار الإثيوبي، حتى في ظل غياب السند الصومالي وفي هذه الظروف الدولية والإقليمية الحالكة، وضحّوا كل ما يملكون من أجل الأمة؛ حيث حمل الشعب في الأرض المحتلة مشروع الصمود والاستعصاء على التركيع ورفض الاستسلام والخضوع للأمر الواقع. وقاوم وقاتل العدو الإثيوبي ليستعيد منه أراضه المحتلة، ودفع الثمن غاليا. وضحّى كل غال ورخيص وآثر الوقوف في وجه العدو. كما عمدت مقاومة هذا الشعب إلى بعثرة أوراق العدو تجاه الصومال الأم وتشويشه حتى لا يتفرغ إلى هذا البلد الجريح، وآثرت الدفاع عن الإرث الحضاري الصومالي حتى يفيق الشعب الصومالي من كبوته. استباحت القوات الإثيوبية كامل الشعب صومال أوغادين، وفرضت عليه حصارا كاملا لا يزال جاثما حتى اللحظة، وقتلوا الآلاف من الأبرياء شنقا أو حرقا أو رميا بالقنابل، ولا يسمحون بدفن الموتى بل يجمعون الجثث في الشوارع إمعانا في الإذلال. وأحرقوا عشرات القرى مع ما فيها من ممتلكات. إن ما يجري في أوغادين حاليا -ولمدة طويلة - جريمة بشعة في حق الإنسانية؛ حيث يعيش 8 ملايين إنسان داخل سجن كبير، ولا سبيل أمامهم للخروج، إنه عقاب جماعي وحشي وإبادة جماعية وتصفية عنصرية لأهالي المنطقة بالكامل.